# Supercopa de los Países Bajos 2013
La Supercopa de los Países Bajos 2013 (oficialmente y en neerlandés: Johan Cruijff Schaal 2013) fue la 24.ª edición de la Supercopa de los Países Bajos. El partido se jugó el 27 de julio de 2013 en el Amsterdam Arena, entre el Ajax de Ámsterdam, campeón de la Eredivisie 2012-13, y el AZ Alkmaar, campeón de la KNVB Beker 2012-13. Ajax ganó por 3-2 en el Amsterdam Arena frente a 47 000 espectadores.

## Equipos participantes
| Ajax de Ámsterdam |  | Bandera de los Países Bajos |  | Campeón de la Eredivisie 2012-13               |
| AZ Alkmaar        |  | Bandera de los Países Bajos |  | Campeón de la Copa de los Países Bajos 2012-13 |

## Partido
| 27 de julio de 2013, 18:00 | AZ Alkmaar                       | 2:3 (0:0) (2:2) (t. s.) | Ajax de Ámsterdam                                     | Amsterdam Arena, Ámsterdam                                   |                                                              |
|                            | Guðmundsson 51' · Jóhannsson 67' | Reporte                 | 69' (a.g.) Gouweleeuw · 75' Sigþórsson · 103' de Jong | Asistencia: 47.000 espectadores Árbitro(s): Richard Liesveld | Asistencia: 47.000 espectadores Árbitro(s): Richard Liesveld |

| 1          | Guardameta     | Esteban Alvarado        |     |
| 2          | Defensa        | Mattias Johansson       |     |
| 24         | Defensa        | Jeffrey Gouweleeuw      |     |
| 29         | Defensa        | Jan Wuytens             |     |
| 4          | Defensa        | Nick Viergever          |     |
| 8          | Centrocampista | Nemanja Gudelj          |     |
| 19         | Centrocampista | Markus Henriksen        |     |
| 12         | Centrocampista | Viktor Elm              | 81' |
| 23         | Delantero      | Roy Beerens             | 84' |
| 20         | Delantero      | Aron Jóhannsson         |     |
| 7          | Delantero      | Jóhann Berg Guðmundsson | 98' |
| Entrenador | Entrenador     | Gertjan Verbeek         |     |

| 1          | Guardameta     | Kenneth Vermeer     |       |
| 2          | Defensa        | Ricardo van Rhijn   | 90+1' |
| 3          | Defensa        | Toby Alderweireld   |       |
| 4          | Defensa        | Niklas Moisander    |       |
| 17         | Defensa        | Daley Blind         | 106'  |
| 8          | Centrocampista | Christian Eriksen   |       |
| 10         | Centrocampista | Siem de Jong        |       |
| 20         | Centrocampista | Lasse Schöne        |       |
| 11         | Delantero      | Bojan Krkić         | 64'   |
| 9          | Delantero      | Kolbeinn Sigþórsson |       |
| 7          | Delantero      | Viktor Fischer      |       |
| Entrenador | Entrenador     | Frank de Boer       |       |

| 10 | Centrocampista | Willie Overtoom | 81' |
| 40 | Delantero      | Fernando Lewis  | 84' |
| 11 | Centrocampista | Maarten Martens | 98' |

| 16 | Delantero | Lucas Andersen   | 64'   |
| 12 | Defensa   | Joël Veltman     | 90+1' |
| 15 | Defensa   | Nicolai Boilesen | 106'  |

| Anotado | 51' | Jóhann Berg Guðmundsson | 1-0 |
| Anotado | 67' | Aron Jóhannsson         | 2-0 |

| Anotado · Gol en contra | 69'  | Jeffrey Gouweleeuw  | 1-1 |
| Anotado                 | 75'  | Kolbeinn Sigþórsson | 2-2 |
| Anotado                 | 103' | Siem de Jong        | 2-3 |

|  |

|  |

| Árbitro             | Richard Liesveld |
| Árbitros asistentes | Dave Goossens    |
| Árbitros asistentes | Hessel Steegstra |
| Cuarto Árbitro      | Dennis Higler    |

| 1          | Guardameta     | Esteban Alvarado        |     |
| 2          | Defensa        | Mattias Johansson       |     |
| 24         | Defensa        | Jeffrey Gouweleeuw      |     |
| 29         | Defensa        | Jan Wuytens             |     |
| 4          | Defensa        | Nick Viergever          |     |
| 8          | Centrocampista | Nemanja Gudelj          |     |
| 19         | Centrocampista | Markus Henriksen        |     |
| 12         | Centrocampista | Viktor Elm              | 81' |
| 23         | Delantero      | Roy Beerens             | 84' |
| 20         | Delantero      | Aron Jóhannsson         |     |
| 7          | Delantero      | Jóhann Berg Guðmundsson | 98' |
| Entrenador | Entrenador     | Gertjan Verbeek         |     |

| 1          | Guardameta     | Kenneth Vermeer     |       |
| 2          | Defensa        | Ricardo van Rhijn   | 90+1' |
| 3          | Defensa        | Toby Alderweireld   |       |
| 4          | Defensa        | Niklas Moisander    |       |
| 17         | Defensa        | Daley Blind         | 106'  |
| 8          | Centrocampista | Christian Eriksen   |       |
| 10         | Centrocampista | Siem de Jong        |       |
| 20         | Centrocampista | Lasse Schöne        |       |
| 11         | Delantero      | Bojan Krkić         | 64'   |
| 9          | Delantero      | Kolbeinn Sigþórsson |       |
| 7          | Delantero      | Viktor Fischer      |       |
| Entrenador | Entrenador     | Frank de Boer       |       |

| 10 | Centrocampista | Willie Overtoom | 81' |
| 40 | Delantero      | Fernando Lewis  | 84' |
| 11 | Centrocampista | Maarten Martens | 98' |

| 16 | Delantero | Lucas Andersen   | 64'   |
| 12 | Defensa   | Joël Veltman     | 90+1' |
| 15 | Defensa   | Nicolai Boilesen | 106'  |

| Anotado | 51' | Jóhann Berg Guðmundsson | 1-0 |
| Anotado | 67' | Aron Jóhannsson         | 2-0 |

| Anotado · Gol en contra | 69'  | Jeffrey Gouweleeuw  | 1-1 |
| Anotado                 | 75'  | Kolbeinn Sigþórsson | 2-2 |
| Anotado                 | 103' | Siem de Jong        | 2-3 |

|  |

|  |

| Árbitro             | Richard Liesveld |
| Árbitros asistentes | Dave Goossens    |
| Árbitros asistentes | Hessel Steegstra |
| Cuarto Árbitro      | Dennis Higler    |

|                                      |
| Campeón Ajax de Ámsterdam 8.º título |